# Angela Rock
Angela Terese Rock (* 15. Oktober 1963 in Lakewood, Kalifornien) ist eine ehemalige US-amerikanische Volleyball- und Beachvolleyballspielerin.

## Karriere
Rock spielte von 1981 bis 1984 Hallenvolleyball an der San Diego State University. Von 1985 bis 1989 war sie Nationalspielerin. 1986 nahm sie an der Weltmeisterschaft in der Tschechoslowakei teil und gewann im gleichen Jahr mit dem Team bei den Goodwill Games in Moskau die Bronzemedaille. Auch bei den Panamerikanischen Spielen 1987 gewann sie Bronze. Ein Jahr später nahm sie an den Olympischen Spielen in Seoul teil. Das Turnier endete für die USA auf Platz sieben.
Von 1987 bis 2000 spielte Rock Beachvolleyball auf US-amerikanischen Turnierserien und von 1992 bis 1998 auch auf der internationalen FIVB World Tour. Ihre wichtigsten Partnerinnen waren hierbei Liz Masakayan, Nancy Reno, Karolyn Kirby, Linda Hanley, Patty Dodd und Karrie Poppinga. Auf der AVP- bzw. der WPVA-Tour gelangen ihr zwischen 1991 und 1996 27 Turniersiege. 1991 wurde sie als beste Angreiferin ausgezeichnet. International hatte Rock fast ausschließlich Top-Ten-Platzierungen. Bei der Weltmeisterschaft 1997 in Los Angeles belegte sie an der Seite von Karrie Poppinga den neunten Platz.
Rock ist auch sowohl in der Halle als auch beim Beach als Trainerin aktiv. Bereits 1996 coachte sie bei den Olympischen Spielen in Atlanta das US-amerikanische Beachvolleyballduo Holly McPeak / Nancy Reno. Später war sie u. a. Trainerin der „Gauchos“ an der University of California, Santa Barbara und der „Jaguars“ am Southwestern College im kalifornischen Chula Vista.